# Yang Wenlu
Yang Wenlu (en chino: 杨文璐; 13 de enero de 1991) es una deportista china que compite en boxeo.Ganó la medalla de oro en los Campeonatos Mundiales de 2016 y en los Juegos Asiáticos de 2022. Participó  en los Juegos Olímpicos de París 2024, obteniendo una medalla de plata en la categoría de 60 kg.

## Biografía
Wenlu nació en el condado de Juye, ciudad de Heze, provincia de Shandong. Asistió a la Universidad Oceánica de China y luego, en 2019, realizó una maestría en la Universidad del Deporte de Shanghái.

## Honores
En 2011, la Administración General de Deportes de China nombró a Yang Wenlu Atleta de Élite de Clase Nacional y, posteriormente, en 2016, fue nombrada Atleta de Élite de Clase Internacional.
En 2022, la Federación de Mujeres de la Provincia de Sichuan la nombró Portadora de la Bandera Roja del 8 de Marzo.

## Palmarés internacional
| Juegos Olímpicos | Juegos Olímpicos | Juegos Olímpicos | Juegos Olímpicos |
| Año              | Lugar            | Medalla          | Categoría        |
| ---------------- | ---------------- | ---------------- | ---------------- |
| 2024             | París (Francia)  | Medalla de plata | 60 kg            |